# عباس أحمد خميس
عباس أحمد علي خميس الطوق (ولد في 13 يونيو 1983 في المنامة، البحرين) لاعب كرة قدم دولي بحريني يجيد اللعب في مركز حارس المرمى. يلعب حاليا لصالح سترة الذي ينافس في الدوري البحريني الممتاز منذ 2022.

## الإنجازات

### الأهلي
- الدرجة الأولى (1): 2010

### الحد
- الدرجة الأولى (1): 2016
- كأس ملك البحرين (1): 2015

### الشخصية
- أفضل حارس مرمى في الدوري البحريني الممتاز 2015–16.[2]